# Aaron Eckhart
Aaron Edward Eckhart (sinh ngày 12 tháng 3 năm 1968) là một diễn viên điện ảnh và sân khấu Hoa Kỳ. Anh sinh ra tại California, cùng gia đình chuyển đến Anh năm 13 tuổi khi cha quyết định di cư cho cả gia đình. Vài năm sau, anh bắt đầu thể hiện khả năng diễn xuất qua các vở kịch ở trường học. Gia đình nhà Eckhart sau đó còn chuyển đến Sydney, Úc trong những năm anh học trung học; kết quả là anh chưa hề tốt nghiệp phổ thông song vẫn có bằng diploma qua một khóa học dành riêng cho người đã trưởng thành. Năm 1994, anh tốt nghiệp Brigham Young University (BYU) với một bằng Cử nhân Nghệ thuật Tạo hình Bachelor of Fine Arts cho ngành điện ảnh. Nhiều năm trong thập kỷ 1990, anh sống ở New York trong tình trạng khó khăn bởi không có việc làm.
Trong thời gian học đại học tại Brigham Young, Eckhart đã gặp Giám đốc/nhà văn Neil LaBute 
người phân đóng vai cho anh trong nhiều vở kịch bản gốc của LaBute. Năm năm sau, Eckhart đã thực hiện một đầu tay như một unctuous sociopathic ladies' man trong bộ phim hài đen trắng của LaBute In the Company of Men (1997).

## Sự nghiệp điện ảnh

### Phim điện ảnh
| Năm  | Tên phim                       | Vai                              | Ghi chú |
| ---- | ------------------------------ | -------------------------------- | --- |
| 1992 | Double Jeopardy                | Dwayne                           | |
| 1993 | Slaughter of the Innocents     | Ken Reynolds                     | |
| 1997 | In the Company of Men          | Chad                             | Independent Spirit Award for Best Debut Performance Satellite Award for Outstanding New Talent |
| 1998 | Your Friends & Neighbors       | Barry                            | |
| 1998 | Thursday                       | Nick                             | |
| 1999 | Molly                          | Buck McKay                       | |
| 1999 | Any Given Sunday               | Nick Crozier                     | |
| 2000 | Erin Brockovich                | George                           | |
| 2000 | Y tá Betty                     | Del Sizemore                     | |
| 2000 | Tumble                         | "Người đàn ông"                  | |
| 2001 | The Pledge                     | Stan Krolak                      | |
| 2002 | Possession                     | Roland Michell                   | |
| 2003 | The Core                       | Dr. Josh Keyes                   | |
| 2003 | The Missing                    | Brake Baldwin                    | |
| 2003 | Paycheck                       | James Rethrick                   | |
| 2004 | Suspect Zero                   | Thomas Mackelway                 | |
| 2005 | Neverwas                       | Zach Riley                       | Đồng sản xuất |
| 2006 | Conversations with Other Women | Người đàn ông                    | |
| 2006 | Thank You for Smoking          | Nick Naylor                      | Đề cử-Golden Globe Award for Best Actor – Motion Picture Musical or Comedy Đề cử–Independent Spirit Award for Best Male Lead Nominated – St. Louis Gateway Film Critics Association Award for Best Actor                                                                |
| 2006 | The Wicker Man                 | Người bảo vệ trạm dừng xe tải    | |
| 2006 | The Black Dahlia               | Thượng sĩ Lee Blanchard          | |
| 2007 | No Reservations                | Nick Palmer                      | |
| 2007 | Towelhead                      | Ông Vuoso                        | |
| 2008 | Meet Bill                      | Bill                             | Chỉ đạo sản xuất |
| 2008 | Kỵ sĩ bóng đêm                 | Harvey Dent / Two-Face           | Central Ohio Film Critics Association Award for Best Acting Ensemble People's Choice Award for Favorite Cast Đề cử– Broadcast Film Critics Association Award for Best Cast Nominated – Saturn Award for Best Supporting Actor Nominated – Scream Award for Best Villain |
| 2009 | Love Happens                   | Tiến sĩ Burke Ryan               | |
| 2010 | Rabbit Hole                    | Howie Corbett                    | Đề cử – Giải Tinh thần Độc lập cho Nam diễn viên xuất sắc nhất Đề cử – San Diego Film Critics Society Award for Best Actor |
| 2010 | To Be Friends                  |                                  | Nhà sản xuất |
| 2011 | Battle: Los Angeles            | Đại đội trưởng Michael Nantz     | |
| 2011 | The Rum Diary                  | Sanderson                        | |
| 2012 | Erased                         | Ben Logan                        | Còn được biết đến là The Expatriate |
| 2013 | Olympus Has Fallen             | Tổng thống Benjamin Asher        | |
| 2014 | I, Frankenstein                | Con quái vật / Adam Frankenstein | |
| 2014 | Lennon or McCartney            | Chính mình                       | phim tài liệu ngắn; video phỏng vấn |
| 2015 | My All American                | Darrell Royal                    | |
| 2016 | London Has Fallen              | Tổng thống Benjamin Asher        | |
| 2016 | Sully                          | Phi công Jeff Skiles             | |
| 2016 | Bleed for This                 | Kevin Rooney                     | |
| 2016 | Incarnate                      | Tiến sĩ Seth Ember               | [ 2 ] |
| 2019 | Midway                         |                                  | Đang quay phim |

### Phim truyền hình
| Năm  | Tên phim             | Vai   | Ghi chú |
| ---- | -------------------- | ----- | ------- |
| 1996 | Aliens in the Family |       | 1 tập   |
| 2004 | Frasier              | Frank | 2 tập   |
| 2018 | The Romanoffs        | Greg  | 1 tập   |